# 米州 (武德)
米州，中国唐朝时设置的州。
武德五年（624年），分洪州设米州，治所在宜丰县（今江西省宜丰县天宝乡）。下辖宜丰县、阳乐县（今江西省宜丰县棠浦镇）。武德七年（624年），米州并入靖州，并改名筠州。治所在高安县（今江西省高安市）。下辖高安县、华阳县（今江西省高安市灰埠镇）、望蔡县（今江西省上高县敖阳街道）、宜丰县、阳乐县。武德八年（625年）废筠州及其属县，高安县改属洪州。